# Sulcocypraeinae
Sulcocypraeinae is een uitgestorven onderfamilie van weekdieren uit de klasse van de Gastropoda (slakken).

## Geslachten
- Luponovula Sacco, 1894 †
- Sphaerocypraea Schilder, 1925
- Sulococypraea Conrad, 1865 †
- Willungia Powell, 1938 †